# 神麻嗣子の超能力事件簿
『神麻嗣子の超能力事件簿』（かんおみつぎこのちょうのうりょくじけんぼ）は、西澤保彦の推理小説シリーズである。カバーイラストと挿絵は水玉螢之丞。
このシリーズは、超能力が実在するが、一般人にはそれが知られていない世界を舞台にしている。エスパーが関わっていると思われる事件に対して、誰がエスパーなのか、超能力をどう使って犯罪を行ったのかなどを、主人公たちが推理するのが主なテーマとなる。また、作者独自の珍名趣味が通行人程度の役にまで徹底されている一方、稀に笹本、吉川など普通のネーミングが大きな役で用いられるが、この意図や理由については明かされていない。1話ごとに物語は完結するが、シリーズ全体を通したドラマとしての伏線も散りばめられている。悲劇的な結末を予感させるような伏線も多いため、懸念した読者の問い合わせに対して作者は、必ずハッピーエンドとなると明言している。ただし2006年で発表は中断しており、文庫版も全作絶版となっている(講談社文庫解説目録2020年4月版)。表紙やイラストでシリーズのイメージを担ってきた水玉螢之丞も2014年に死去してしまった。

## 主な登場人物
保科匡緒（ほしな まさお）
売れないミステリ作家。初登場時に32歳だが、若白髪で実年齢より年上に見られる。継続的に作品を出版しているが、滅多に重版がかからず、万年初版作家と自嘲することも。代表作は<代行シリーズ>など。朝3時に起きて夜9時に寝るという超朝型の規則正しい生活をしているが、マンションの人たちには胡散臭い目で見られている。自宅が現場となった事件をきっかけに、神麻や能解と出会い、それ以降、2人が相談を持ち込む事件を推理し、解決することが多い。いわゆる安楽椅子探偵である。かつて聡子と結婚していたが、わずか半年で離婚している。もっとも、彼の方は聡子に対して未練があり、また神麻や能解のことも気になっているのだが、話が進むうちに能解との関係を次第に深めていく。
神麻嗣子（かんおみ つぎこ）
超能力者問題秘密対策委員会出張相談員。初登場時からしばらくは見習の地位。外見は中学生ぐらいの神秘的な雰囲気を持つ美少女だが、実年齢は不明で未成年であるかどうかもわからない。家族関係も不明だが、実家に仕送りをしているという発言がある。着物に袴、白足袋、三つ編みの髪型と、大正ロマネスクな服装を好む。また、仕草や立ち居振る舞いが大変に愛らしく、しばしばペンギンに喩えられる。一級相談員の免状を目指すものの、ドジで気弱で天然ボケなため、初級とされる三種乙の試験に七回連続で落ち、反省文と始末書の数もダントツ。しかし保科や能解の手助けを受けているため、セクション内での補導成績はトップで、そのため不採用を免れている。一方家事に関しては万能で、特に料理の腕はプロ級。保科と知り合い、彼の家の鍵を預けられてからは、度々訪ねてきては未解決の事件を相談したり、料理を振舞ったり、単に外回りの休憩に来たりしている。そのため料理道具や食器一式を彼の家に揃え、さらに自分や能解の寝具まで勝手に持ち込んでいた。長い名称を勝手に略する癖があり、＜チョーモンイン＞＜カンチョウキ＞も彼女が最初に言い出して広めたのではないかと、神余は推測している。保科と能解が結ばれるよう奮闘しており、保科が違う女と親しくしているだけで機嫌が悪くなるほどだが、なぜか聡子に関しては例外である。彼女自身が保科に特別な感情を抱いているようだが、それが恋愛感情なのかは不明。
能解匡緒（のけ まさお）
男のような名前だが、グラマラスで大人の色気漂う大変な美人警部で課長補佐。普段はフレームの大きな眼鏡をかけているが、時折コンタクトレンズを使うこともある。当初は非喫煙者のはずだったが、イラストを担当した水玉螢之丞が煙草を手にした挿絵を描いていたところから、後付で喫煙者となった。初登場の時点で32歳だが、年齢より若く見られる。祖父が警察の大物であり、自身も同じ道を歩んでいる。職業柄か、冷徹で男勝りなところもあり、その美貌にもかかわらず男嫌いと周囲に思われている。その性格のせいで初対面の時は神麻に怯えられていた。保科や神麻と出会ってからは、上層部からそれとなく、超能力の関係していそうな事件を任されるようになり、また単独行動を黙認されている。当初は自分と神麻と保科の奇妙な三角関係に戸惑っていたが、物語が進むに連れて（神麻の努力もあり）相思相愛の仲になる。
遅塚聡子（ちづか さとこ）
保科の前妻。旧姓は柾という苗字だったが、離婚を期に母の旧姓である遅塚を名乗るようになる。化粧っけは無いが溌剌とした美人。熱しやすく冷めやすい性質で、常に刺激的な事件を待ち望んでいる。また、どんないじめや嫌がらせにも屈しない精神力を持ち、学生時代には「大蛇の聡子」と呼ばれ、キャンパスでは今でも語り草になっているという。保科とは大学時代からの付き合いで、ミステリ作家というのは刺激的な生活をしているに違いないという思い込みから結婚した。しかし、想像とはかけ離れた地味な生活に幻滅し、わずか半年で離婚している。離婚後は自分の飽きっぽい性格を自覚し、内縁の夫を作っても結婚はしなかった。その内縁の夫が起こした事件をきっかけに、保科、神麻、能解の三人が出会うことになる。その後、別の元彼がまたしても超能力に絡んだ事件を起こし、チョーモンインのことを知って、再び保科の家に出入りするようになる。どこまで本気なのか、保科に能解と結婚してもいいが自分を愛人にしてくれと頼んで困惑させることも。雰囲気が能解と似ているらしく、保科が後姿を取り違えたこともある。しばしば、コントロール不能ながら予知夢を見ることがある。
神余響子（かなまり きょうこ）
神麻と同期の、チョーモンインの相談員。ただし、彼女の方が神麻よりずっと早く三種乙の試験に合格している。雰囲気が神麻とそっくりで、双子と見間違えそうになるほどの美少女。しかし性格はだいぶ異なり、神余の方が性格が粗暴で、一人称を「オレ」とするなどがらっぱちな口調で喋る。ただし、保科らに対してはちゃんと敬語で話している。仕事に関しては神麻よりもずっとしっかりしている。見習い時代は寮で神麻と同室だった縁で、お互いよく知った仲だが、神麻のあまりの天然ボケには辟易している。父はおらず病身の母親を抱えて家計が苦しいため、内緒で複数のバイトを掛け持ちしたり、家庭菜園で野菜を作ったりしており、いつも自作の作務衣とカンフーシューズを着用している。自分のパートナーだったスキマーが死亡したのをきっかけに、神麻の担当区域に転属。神麻の能天気ぶりに手を焼きつつも、彼女の仕事や試験勉強を手伝っていた。神麻が試験に合格してからは、今度は自分が二種甲の試験を受け、合格。広域出張相談員に昇進し、新たなスキマーを得る。
奈蔵渉（なぐら しょう）
能解の部下で彼女の大学の後輩。ただし彼は三浪したので、現役合格の能解と同年齢である。大学に入学するまでずっと母の強力な支配下に置かれて洗脳され続け、さらにその母に殺されかけたことから、女性を性欲の対象としてではなく殺人の対象として見るという狂気を持つようになる。警察官となってからはその立場を生かして日常的に連続殺人を行うようになり、元傭兵を含む数人の男をたった一人で皆殺しにできるほど、その殺人技術は高度である。特に能解は大学で初めて会った時から特別な女と感じていて、彼女を殺して自分の人生を完結させることをライフワークとしている。奈蔵と彼の息子がシリーズ最後の敵として登場することが予告されている。
アーノルド・ボルシチ
チョーモンインに所属する猫。愛称はアボくん。黄金色の毛並みを持ち、丸くなるとまるで毛玉のようになる。実はその場にいるだけであらゆる超能力を無効化するカウンター・エスパーであり、見習いの神麻よりも階級は上。怪しまれないよう、誰かの頭の上に乗って帽子のふりをする訓練を受けているらしい。名前の由来はボルシチが好きで、頭の上によじ登る時「ああ乗るぞ」と言われることから。普段は無愛想だが、人間の美女を見ると自分から近づいて甘えるという露骨な面も。
百百太郎（もも たろう）
能解の部下の刑事で、二十代の筋骨隆々とした男性。あだ名はモモちゃん。刑事という職業にふさわしく体育会系で頭が固いところがあるが、周囲の人間の信頼は厚く、副総監の親戚の娘とのお見合いを持ちかけられるほど、将来を嘱望されている。そのお見合いの直後に起こった事件をきっかけに、彼もチョーモンインの存在を知り、エスパー犯罪の捜査に関わることとなる。密かに能解に対して真剣に懸想しているが、保科と能解とのデートの現場に居合わせてしまった。
阿呆梨稀（あぼう りき）
最近保科の担当になった、甲譚社の二十代の女性編集者。しかし保科の本を一冊も読んでいない。針金のように細い身体だが、元気とスタミナ、そして独特のイントネーションを伴う力強い声の持ち主。どこか猫に似た風貌で「にっ」という不思議な笑い方をする。保科とは運命で繋がっている、などと不可解な言動をしばしば行う。彼女の登場をきっかけに、前担当の笹本の存在が消失したり、時間が巻き戻ったりと、謎の異変が起きはじめている。
神威マモル（こうたけ まもる）
日本支部管区局係長で、神麻や神余の上司。通称チーフ。ブロンドの巻き毛とアイスブルーの瞳を持ち、フリフリのドレスやリボンを身に着けた一見十歳程度の美少女だが、実年齢はもちろん性別すら見た目とは違う。その格好は本人の趣味らしい。髪や目の色は天然かどうか不明だが、部下にはミッション・ネームではなくドイツ風のコンスタンツェという名前で呼ぶよう通達を出している。相手を見ずに喋る癖がある。
遅塚寿美子（ちづか すみこ）
聡子の夢の中に登場する、保科と能解の娘。小学生。両親と死別してからは聡子が引き取り、保科が住んでいた家に母子で暮らしている。なお、神余の母が寿美子の名を呟く場面があるが、どういう関係なのかは明らかにされていない。

## 用語
チョーモンイン
正式名称は超能力者問題秘密対策委員会。またの名をエスパー・エリミネイト・フォース（略してエスエフ）。超能力の悪用によってエスパーが不正な利益を得ることや、その結果人間社会に悪影響が出るのを阻止することを主な目的とする。超能力使用の監視、クリミナル・エスパーの補導、シャーリングと呼ばれる暗示による超能力の除去、エスパーのデータベース作成が作中で言及される任務。秘密組織であり、一部の協力者以外その存在を知る者は無い。本部・支部施設は亜空間に隔離されており、ティルトと呼ばれる特殊な処置を施された職員以外は侵入どころか存在を認識することも不可能である。詳細はほとんど不明だが、海外支部が存在し、係長、課長、部長、局長、支部長、委員長などの役職があることからかなり大きな組織のようだ。一般企業や官公庁のように昇進に必要な試験があり、下級職員は情報が制限されるなどの制約がある。また、寮も用意されており、見習いのうちはそこに入居しなければならない。各職員の名前は全てミッション・ネームであり、本名はもちろん、名前、年齢、性別、国籍すら記憶から消されている。それどころかこの世に戸籍を持っているかどうかも本人にはわからず、「現世」ではすでに死んでいたり、生まれてもいないかもしれない。その目的上、警察の上層部と繋がっているらしいが、非公式なもののため、現場レベルの協力体制に留まっている。作中の描写によると、少なくとも20年前から活動している模様。
カンチョウキ
正式には簡易超能力実践キット。普通の人間である相談員たちがクリミナル・エスパーを捜索したり、対決したりする際に備えて支給されるグッズ。薄いカード型で、相談員の意思に応じて手のひらから浮き上がるように出現する。（正体を明かすのがまずい場合は、袖から取り出すことも）テレホンカードのように度数が設定されており、度数を消費することによって様々な超能力を使用することができる。ただし、一つの「相談物件」につき、一枚しか支給されない。消費度数が高いほどより強力な超能力が使える。また、カンチョウキによる超能力の使用はチョーモンインの観測装置の探知を逃れ、カウンターエスパーの無効化も及ばないことから、その使用状況は厳しく管理されている。強力なエスパーを相手にする場合は、何枚も支給される場合がある。
観測装置
チョーモンインの各支部に設置されている、超能力の使用を探知する装置。その原理はまったく明らかでないが、超能力の残留エネルギーを探知するものらしい。ほとんどの超能力がいつ、どこで使用されたのか探知できるが、誰が使用したのかまではわからない。観測装置は力場の流れまで探知できることが多く、運良く高精度で観測できた場合は「部屋の外から中に向かってドアプレート付近に力場が集中」などという細かさでわかる。また、サイコ・シグナルという声紋や指紋のような、エスパー個人特有の思念をキャッチできる場合もある。誰が超能力を使ったのかまでわかる特定装置というものも存在するが、条件が限定されることや料金が高いことなどから作中では活躍しない。
スキマー
警察内部の協力者を表す、チョーモンインの隠語。超能力が関係する事件について、捜査の情報や進展などを、チョーモンインの相談員に横流しする。能解もスキマーの一人である。
PD
プラクティス・ディスオーダーの略。超能力のレベルが低すぎて、外部にほとんど影響を与えられないエスパーのこと。ただし、同じ能力を持つPDが二人以上、同一の目標に同時に能力を発動させると、異常に強力なパワーが発揮される。これをワイルドカードと呼ぶ。非常にタイミングがシビアなため、狙って起こそうとしても低い確率でしか成功しない。

## 作中で登場する超能力
サイコキネシス
いわゆる念動力。これを使えるエスパーをサイキックと呼ぶ。作中でもっとも頻繁に登場する超能力で、密室を作るのにしばしば利用される。サイキックの中にはP.B（思念弾）と呼ばれる、思念を凝固させ、弾丸のように飛ばす技術を持つ者もいるが、要領が難しくレアな特殊能力である。
ハイパーヒプノティズム
超催眠術。略してハイヒップ。これを使えるエスパーをハイヒッパーと呼ぶ。ヒップワードと呼ばれるキーワードを使って相手に強力な暗示を与え、五感を支配することができる。ただし、基本的に同じ相手に同じ暗示をかけられるのは一度きりである。有効期間は一時間で、この間はかけた本人にすら解除不能。また、重複してハイヒップを使った場合は時間が15分刻みで短くなる。つまりハイヒップの重ねがけは最大四回までである。この能力が使えるエスパーは、同時にベイビーメイカーという付属的な超能力も使える。暗示をかけられた相手が、別の誰かにヒップワードを告げると、その相手にも暗示が伝染する。これをベイビイワードと呼ぶ。ただし、この暗示は親のヒップワードの寿命が切れると同時に消失する。
テレパシー
チョーモンインでは、その性質によってテレパシーを3つに分類している。テレパシーを使えるエスパーをテレパスと呼ぶ。
読心術：相手の思考を一方的に読み取る。
精神感応術：2人以上のテレパスが言葉や身振りを使わずにコミュニケーションをとる。思念波を使う電話のようなもので、相手の内心を読み取ることはできない。例外もあるが、普通は、相手を拒絶したければテレパシーを完全に遮断できる能力が備わっている。さらに細かく分けると、どのテレパスとも自由にチャンネルを合わせることのできるサイ・テレパシーと、特定の相手としか交信できないエル・テレパシーがある。後者は双生児の間で発生することが多く、チョーモンインの観測装置でテレパシーのやりとりを観測できない。しかし送受信の位置がわかっていれば、盗聴するようにチャンネルを探して通信に割り込むこともできる。
パス：特定の人物の感覚を一方的に共有する。パスの「抜け」具合は様々で、五感がきれいに通じる場合もあれば、いくつかの感覚が欠けていて、しかも不鮮明という場合もある。感覚を送信する方をボディ、受け取る方をソウルと呼ぶが、どちらもパスの接続をコントロールできないため、厳密には能力というより「状態」である。また、ボディは自分の感覚がソウルに共有されていることに気がつかない。パスが通じるのはボディ側の精神的・肉体的な条件が揃った時のみで、この条件のことをデコーダーと呼ぶ。デコーダーは超能力の素質がある側へ設置されるため、デコーダーそのものはいわば逆テレパシーとでも呼ぶべき超能力と言える。頭部への衝撃をきっかけに、このデコーダーの条件が変わることもある。チョーモンインではソウルの立場を別の人間に移す装置「パス・シフト」を保有しており、人形に移してパスを完全に絶ったり、二人の人間が同時にソウルになったりできる。なお、パスが通じっぱなしという状態も存在するが、これは多体同一人格症というまた別の現象に分類される。
スプリッター
自分の分身を離れた場所に投影する能力。この分身のことをリモート・ダブル（聡子がリモダルと略してからはこれが定着）と呼ぶ。リモダルは三次元映像のようなもので、何かと接触しても突き抜けてしまう。そのため物を持ったり音を出したりすることはできない。エスパー本人はリモダルの視覚を共有することができるが、それ以外の感覚は伝わってこない。従ってこの能力は本来千里眼の一種といえる。
タイムイレイザー
未来方向へ限定された時間跳躍能力。時空連続体がタイムパラドックスを許さないため、過去へ遡るのは理論上不可能とされる。ジャンプインで時間の流れから切り離された亜空間に転移し、ジャンプアウトで通常空間に戻るという原理で時間移動が行われる。その際、服など身に着けているものも一緒に未来へ運ぶことができる。第三者にはエスパーが突然消えたように見え、1ヶ月後なら1ヶ月後に同じ場所に出現する。エスパー本人には一瞬の出来事で、肉体的にもなんら変化は無い。一度この能力を使うと数ヶ月は休憩期間が必要なため、連続使用は不可能。中には一度使うと数十年も使えなくなる者も。なお、チョーモンインの観測装置では、10年以上隔てた時間跳躍は観測不能であるが、たいていは数ヶ月から1年の跳躍が限界である。
予知
夢や幻視などの形で未来を知る能力。チョーモンインの観測装置ではその使用を探知できないという稀有な能力。そのためチョーモンインでは専従班が株や競馬などで不自然に儲けた人物に当たりをつけて何年もかけて追跡調査している。
Dツール
催眠術を使って自分の姿を相手に錯覚させる変装能力。これを使えるエスパーをDツーラーと呼ぶ。性別や体格の偽装は自由自在だが、錯覚させられる相手が一回につき一人に限られるという欠点があるため、悪用されるケースは稀。
テレポーテーション
空間と空間の間の距離を消失させることで、遮蔽物を無視して物体を瞬間移動させる能力。これを使えるエスパーをテレポーターと呼ぶ。標準的なテレポーターは、自分の体重と同じだけの質量を200〜300mほど移動させることができるが、中には30kmもの距離を移動させるパワーを持つエスパーも存在する。物体をA地点からB地点へテレポートさせようとした場合、テレポーターはABどちらかの地点にいなければならない。つまり、遠方の物体を遠方にテレポートさせることは不可能である。また、移動先の情景を具体的にイメージできるならば、移動先を直接見ていない状態でもある程度正確にテレポートさせることができる。
記憶消去
作中では具体的に能力名は出てこない。相手の記憶を一定期間に渡って完全に消去することができる。記憶消去を行う人数、消す記憶の量は自由自在で、相手との距離がかなり離れていても使うことができる。ただし、未来の時点での記憶を消す「予約消去」は不可能。
フラッシュ
自分の思い浮かべた映像を、相手の頭に送信する能力。この能力を使えるエスパーをフラッシャーと呼ぶ。いわば逆テレパシー。送信相手は一個人だけではなく建物全体にすることもでき、その場合、建物内の全ての人間が同時に映像を受信する。大抵の超能力は先天的なものだが、このフラッシュは、普通人が何かの一念に凝り固まった結果、後天的に獲得されることがある（もちろん先天的なフラッシャーも存在する）。
フラッシュオーバー
不可視の火の玉を飛ばして対象物を炎上、爆破する能力。ただしエスパー本人には火の玉が見える。危険な能力のため、この力を持つエスパーはチョーモンインのブラックリストの筆頭に記載されている。
念写
「印画紙」に風景を写し出す能力。印画紙は紙に限らずなんでもよく、かなり凹凸のあるものにでも念写可能。映し出す景色は、エスパーの射程圏内であれば遮蔽物は無関係で、アングルも自由自在。また、自分から離れた場所にある印画紙にも念写できる。念写を行うと一分ほどかけて黒いフレーム内に鮮明なカラー画像が写し出される。しかし、念写した絵には制限時間があり、作中に登場したエスパーの場合は二十四時間前後で消えてしまう。写っているうちに普通のカメラで撮影したりと、コピーをしても、コピーごと消える。また、あまり多用すると頭痛、めまい、体調不良が襲ってくるので、連写は不可能である。

## 書籍情報
- 幻惑密室
  - 講談社ノベルス (1998年1月発行) ISBN 9784061820036
  - 講談社文庫 (2003年6月発行) ISBN 9784062737777
- 実況中死
  - 講談社ノベルス (1998年9月発行) ISBN 9784061820289
  - 講談社文庫 (2003年11月発行) ISBN 9784062738910
- 念力密室
『メフィスト』掲載
  - 講談社ノベルス (1999年1月発行) ISBN 9784061820531
  - 講談社文庫 (2004年4月発行) ISBN 9784062739986
- 夢幻巡礼
  - 講談社ノベルス (1999年9月発行) ISBN 9784061820777
  - 講談社文庫 (2004年10月発行) ISBN 9784062749084
- 転・送・密・室
『メフィスト』掲載
  - 講談社ノベルス (2000年12月発行) ISBN 9784061821606
  - 講談社文庫 (2005年2月発行) ISBN 9784062750097
- 人形幻戯
『メフィスト』掲載
  - 講談社ノベルス (2002年8月発行) ISBN 9784061822641
  - 講談社文庫 (2005年8月発行) ISBN 9784062751643
- 生贄を抱く夜
『メフィスト』掲載
  - 講談社ノベルス (2004年12月発行) ISBN 9784061824065
  - 講談社文庫 (2007年12月発行) ISBN 9784062759212
- ソフトタッチ・オペレーション
  - 講談社ノベルス (2006年11月発行) ISBN 9784061825079
  - 講談社文庫 (2010年1月発行) ISBN 9784062765626